# Fano Calcio 2003-2004
Questa pagina raccoglie le informazioni riguardanti il Fano Calcio nelle competizioni ufficiali della stagione 2003-2004.

## Rosa
| N. |                    | Ruolo | Calciatore            |
| -- | ------------------ | ----- | --------------------- |
|    | Italia (bandiera)  | C     | Marco Biagianti       |
|    | Italia (bandiera)  | D     | Giacomo Bonora        |
|    | Italia (bandiera)  | C     | Alessandro Brancaccio |
|    | Italia (bandiera)  | C     | Francesco Calanchi    |
|    | Italia (bandiera)  | C     | Francesco Cinotti     |
|    | Italia (bandiera)  | C     | Tommaso Colambaretti  |
|    | Italia (bandiera)  | P     | Massimiliano Conti    |
|    | Italia (bandiera)  | D     | Marino D'Aloisio      |
|    | Italia (bandiera)  | C     | Francesco De Luca     |
|    | Nigeria (bandiera) | A     | Hashimu Garba         |
|    | Italia (bandiera)  | C     | Jacopo Gasparoni      |
|    | Italia (bandiera)  | C     | Nicolò Gentilucci     |
|    | Italia (bandiera)  | C     | Andrea Ghidini        |

| N. |                   | Ruolo | Calciatore           |
| -- | ----------------- | ----- | -------------------- |
|    | Italia (bandiera) | D     | Francesco Giangolini |
|    | Italia (bandiera) | C     | Rodolfo Giorgetti    |
|    | Italia (bandiera) | A     | Diego Giovannelli    |
|    | Italia (bandiera) | D     | Daniel Niccolini     |
|    | Italia (bandiera) | P     | Federico Orlandi     |
|    | Italia (bandiera) | A     | Cristian Pazzi       |
|    | Italia (bandiera) | C     | Marco Pelliccia      |
|    | Italia (bandiera) | A     | Marco Pierobon       |
|    | Italia (bandiera) | D     | Marco Pomante        |
|    | Italia (bandiera) | P     | Piero Spina          |
|    | Italia (bandiera) | C     | Danilo Stefani       |
|    | Italia (bandiera) | C     | Marco Trufeli        |
|    | Italia (bandiera) | C     | Nicola Vitali        |